# 山崎賞
山崎賞（やまざきしょう）は、学術研究に与えられる賞。東京大学名誉教授山崎正一が、1973年東京大学退官に際し、退職金を農業開発技術者協会代表・足立原貫（当時、富山県立技術短期大学教授）に寄託し、「哲学奨励山崎賞」の名で授賞対象を哲学系の分野に限り同年秋から毎年秋に富山市内で授賞式をおこなっていた。83年から、授賞対象を学術分野全般に広げ、名称も「山崎賞」と改めた。他にも山崎賞という賞は存在する。

## 受賞者
- 第1回 1973年 村上陽一郎（東京大学助教授、現在、東京大学・国際基督教大学名誉教授）
- 第2回 1974年 廣松渉（その後東京大学教授）
- 第3回 1975年 市川浩（明治大学教授）
- 第4回 1976年 坂部恵（東京大学助教授、現在名誉教授）
- 第5回 1977年 広川洋一（東海大学教授）
- 第6回 1978年 山崎庸佑（九州大学助教授）
- 第7回 1979年 加藤尚武（東北大学助教授、現在京都大学名誉教授）
- 第8回 1980年 吉田敦彦（成蹊大学教授、現在学習院大学名誉教授）
- 第9回 1981年 足立和浩（東京都立大学 (1949-2011)助教授）
- 第10回 1982年 福居純（一橋大学教授,現在立正大学教授）
- 第11回 1984年 吉田春夫（学術振興会奨励研究員・天文学、現在国立天文台教授）
- 第12回 1985年 井上健（秋草学園短期大学講師・植物学、その後信州大学教授）
- 第13回 1986年 永原裕子（東京大学助手・岩石学、現在教授）
- 第14回 1987年 柳父章（桃山学院大学助教授・翻訳論、現在名誉教授）
- 第15回 1989年 小野高幸（国立極地研究所助手・オーロラ物理学、現在東北大学教授）
- 第16回 1990年 小川了（国立民族学博物館助教授・民族学、現在東京外国語大学アジア・アフリカ言語文化研究所教授）
- 第17回 1991年 しんかい6500運航チーム・海洋科学技術センター
- 第18回 1992年 王敏（帝京大学講師・日本研究、現在法政大学教授）
- 第19回 1993年 中澤高清（東北大学助教授・地球物理学、現在教授）
- 第20回 1994年 野家啓一（東北大学教授・科学史）
- 第21回 1995年 小笠原強（神奈川大学助教授・海洋生物学,現在教授）
- 第22回 1996年 赤坂憲雄（東北芸術工科大学教授・民俗学）
- 第23回 1997年 本吉洋一（国立極地研究所助教授・地質学、現在総合研究大学院大学教授）
- 第24回 1998年 佐伯順子（帝塚山学院大学助教授・比較文学、現在同志社大学教授）
- 第25回 1999年 斉藤実篤（東京大学助手、現在教授）
- 第26回 2000年 金森修（東京水産大学教授・科学論、現在東京大学教授）
- 第27回 2001年 萩野康則（千葉県立中央博物館自然誌・動物学研究科上席研究員）
- 第28回 2002年 瀬戸一夫（成蹊大学教授・哲学）
- 第29回 2003年 田近英一（東京大学助教授・地球惑星システム科学）
- 第30回 2004年 薦田治子（武蔵野音楽大学助教授・日本音楽史）
- 第31回 2005年 本山秀明（国立極地研究所助教授・雪氷学）
- 第32回 2006年 明日香壽川（東北大学教授・環境エネルギー政策論）
- 第33回 2007年 小原泰彦（海上保安庁主任研究官・海洋底科学）
- 第34回 2008年 広井良典（千葉大学教授・公共政策、科学哲学）
- 第35回 2009年 浜崎恒二（東京大学海洋研究所准教授・海洋微生物学）
- 第36回 2010年 川島慶子（名古屋工業大学准教授・科学史）
- 第37回 2011年 渡辺佑基（国立極地研究所生物圏研究グループ助教・農学博士）
- 第38回 2012年 隠岐さや香（広島大学大学院准教授・科学技術史）